# Ари (Ланд)
Ари (фр. Arue) насеље је и општина у југозападној Француској у региону Аквитанија, у департману Ланд која припада префектури Мон де Марсан.
По подацима из 2011. године у општини је живело 312 становника, а густина насељености је износила 6,49 становника/km². Општина се простире на површини од 48,11 km². Налази се на средњој надморској висини од 90 метара (максималној 113 m, а минималној 47 m).

## Демографија
| 1962. | 1968. | 1975. | 1982. | 1990. | 1999. | 2011. |
| ----- | ----- | ----- | ----- | ----- | ----- | ----- |
| 471   | 425   | 347   | 294   | 290   | 286   | 312   |

График промене броја становника у току последњих година